# I. e. 266
Évszázadok: i. e. 4. század – i. e. 3. század – i. e. 2. század
Évtizedek: i. e. 310-es évek – i. e. 300-as évek – i. e. 290-es évek – i. e. 280-as évek – i. e. 270-es évek – i. e. 260-as évek – i. e. 250-es évek – i. e. 240-es évek – i. e. 230-as évek – i. e. 220-as évek – i. e. 210-es évek
Évek: i. e. 271 – i. e. 270 – i. e. 269 – i. e. 268 –  i. e. 267 – i. e. 266 – i. e. 265 – i. e. 264 – i. e. 263 – i. e. 262 – i. e. 261

## Események

### Kis-Ázsia és Görögország
- Meghal I. Mithridatész, Pontosz királyságának alapítója. Utóda fia, Ariobarzanész.
- II. Antigonosz makedón király leveri galatiai zsoldosainak lázadását.

### Róma
- Decimus Iunius Perát és Numerius Fabius Pictort választják consulnak.
- Leverik az észak-umbriai sarsinaiak lázadását.
- Calabria és a messapianusok végleg római uralom alá kerülnek.
- Járvány dúl Rómában.

## Halálozások
- I. Mithridatész pontoszi király

## Fordítás
- Ez a szócikk részben vagy egészben  a(z)   266 v. Chr. című német Wikipédia-szócikk ezen változatának fordításán alapul.  Az eredeti cikk szerkesztőit annak laptörténete sorolja fel. Ez a jelzés csupán a megfogalmazás eredetét és a szerzői jogokat jelzi, nem szolgál a cikkben szereplő információk forrásmegjelöléseként.